# Pimelodella wesselii
Pimelodella wesselii és una espècie de peix de la família dels heptaptèrids i de l'ordre dels siluriformes.

## Morfologia
Els mascles poden assolir els 19,8 cm de llargària total.

## Distribució geogràfica
Es troba a Amèrica: Guaiana.